# Dyspteris inaequaria
Dyspteris inaequaria är en fjärilsart som beskrevs av Achille Guenée 1858. Dyspteris inaequaria ingår i släktet Dyspteris och familjen mätare. Inga underarter finns listade i Catalogue of Life.